# Námořní chronometr

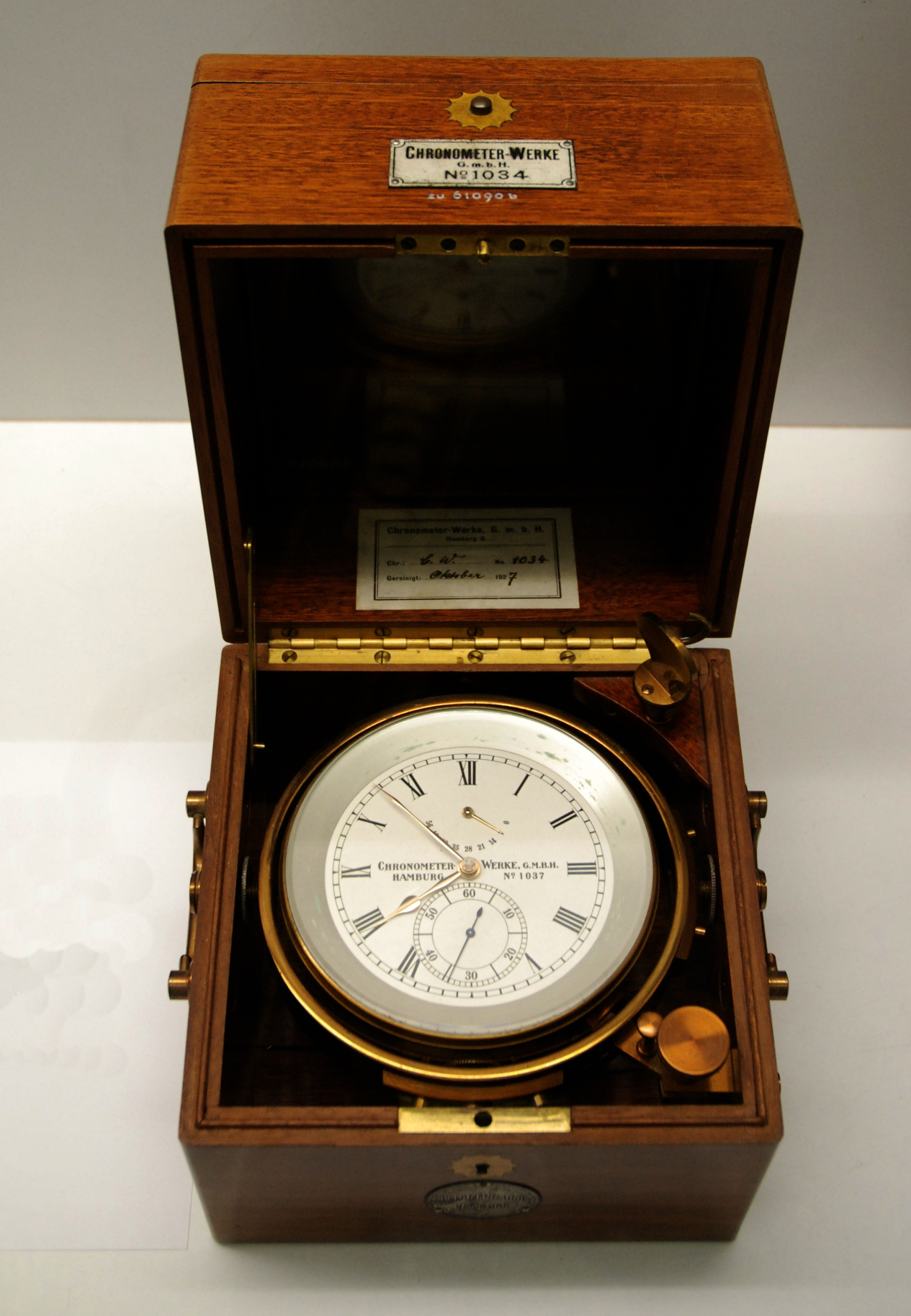
Chronometr německé výroby.

Námořní chronometr jsou mechanické hodiny umístěné do zvláštního pláště neustále udržujícího mechanismus hodinek v horizontální poloze (poprvé ho sestrojil/vynalezl John Harrison v roce 1759). Používal se pro stanovení zeměpisné délky a šířky polohy lodi v oceánu. Zvláštní plášť odstraňuje vliv teploty a gravitace na přesnost chodu hodinového mechanismu.

## Galerie

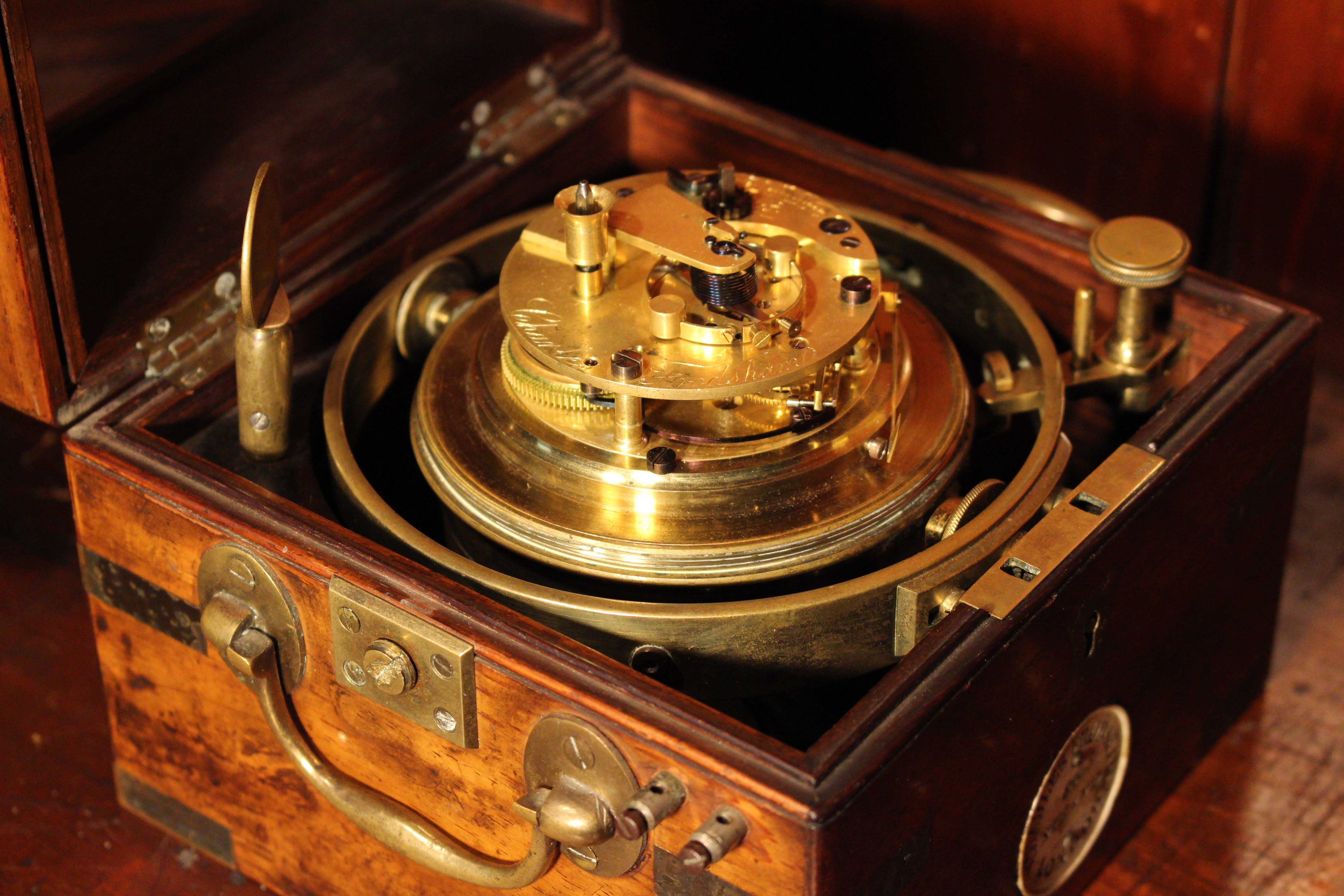
Vyrobil Charles Frodsham z Londýna mezi lety 1844–1860. Vyfocen převrácený, aby byla vidět funkci mechanismu.
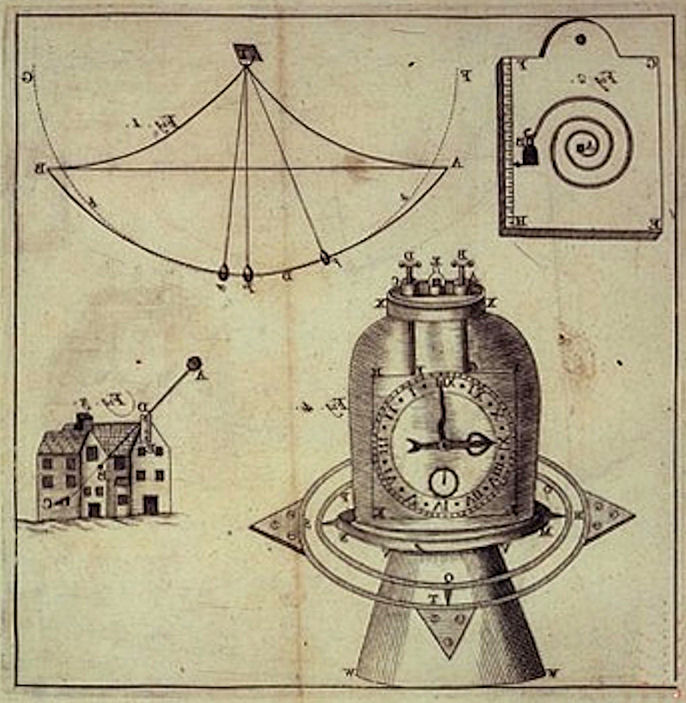
Vyrobil Jeremy Thacker, používá kardanův závěs a vakuum ve zvonové nádobě.
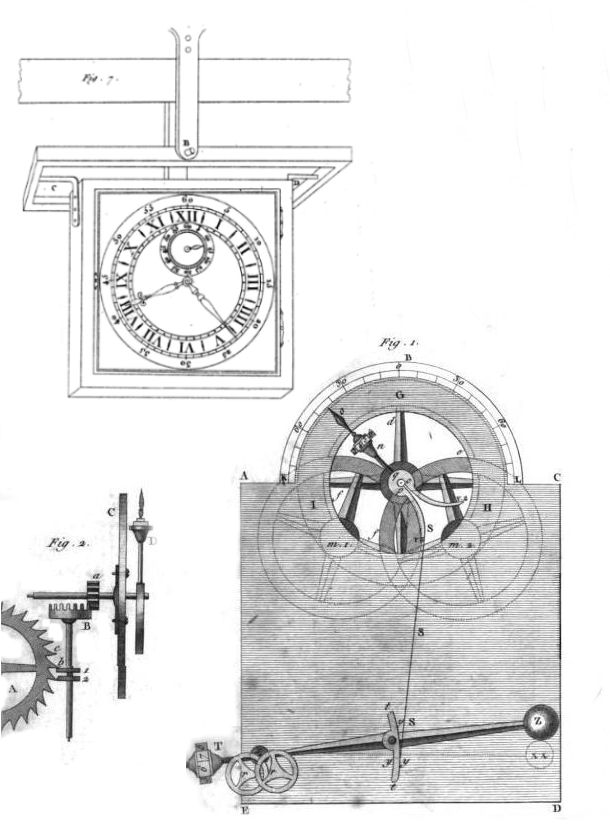
První chronometr vyrobil v roce 1716 Henry Sully.
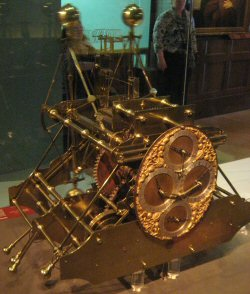
Chronometr H1 vyrobil John Harrison v roce 1735.
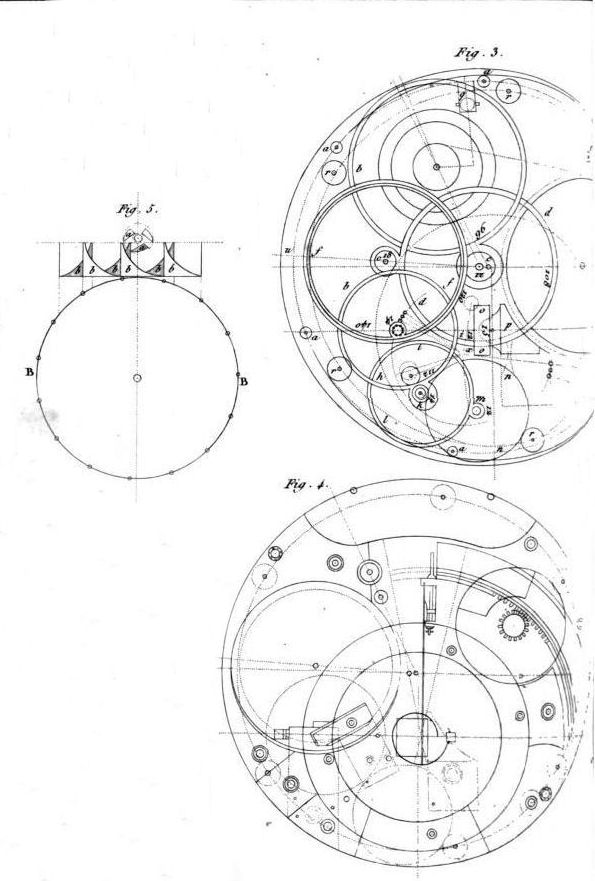
Náčrt chronometru H4 z roku 1761, publikováno v The principles of Mr Harrison's time-keeper v roce 1767.
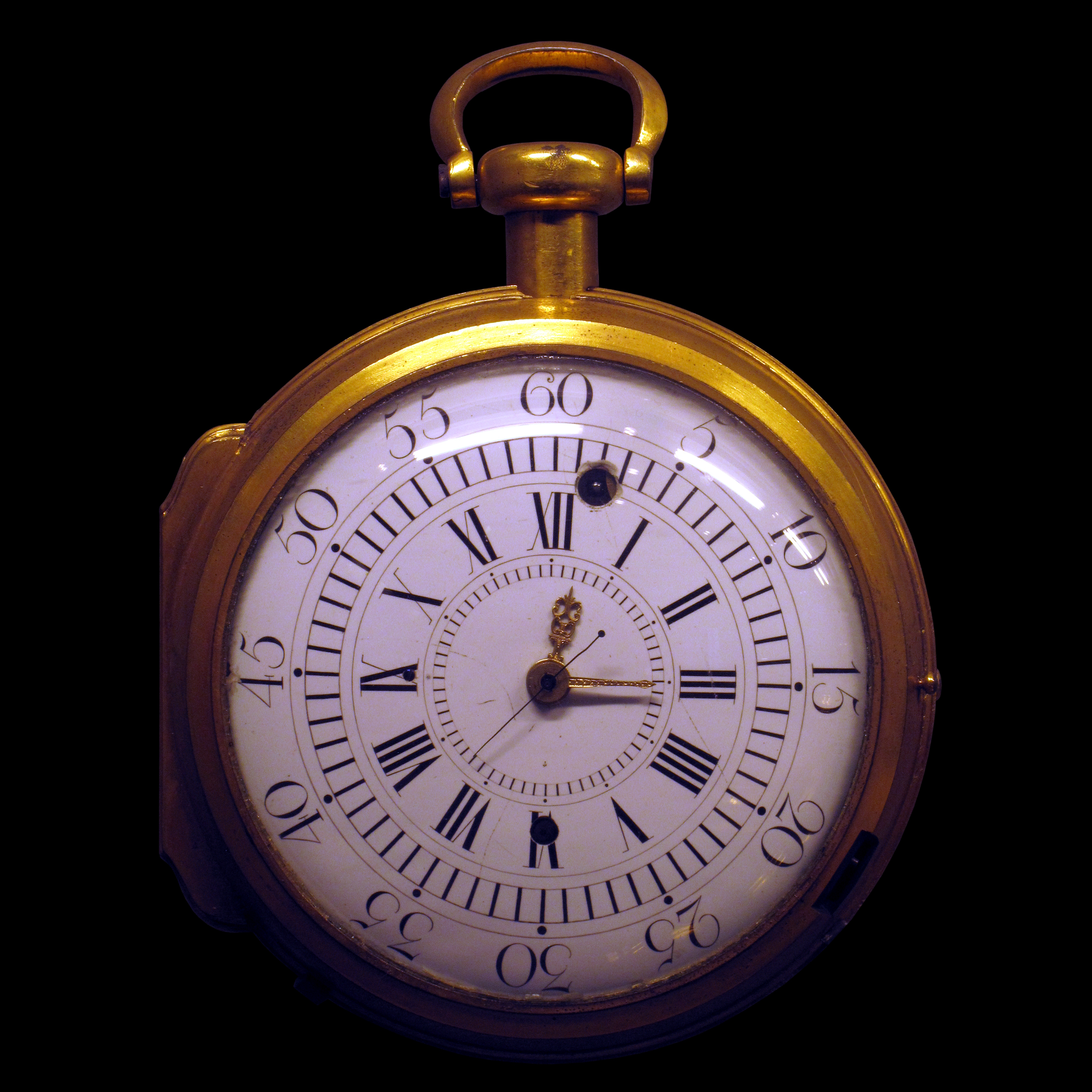
Námořní chronometr číslo 3, vyrobil Ferdinand Berthoud v roce 1763.
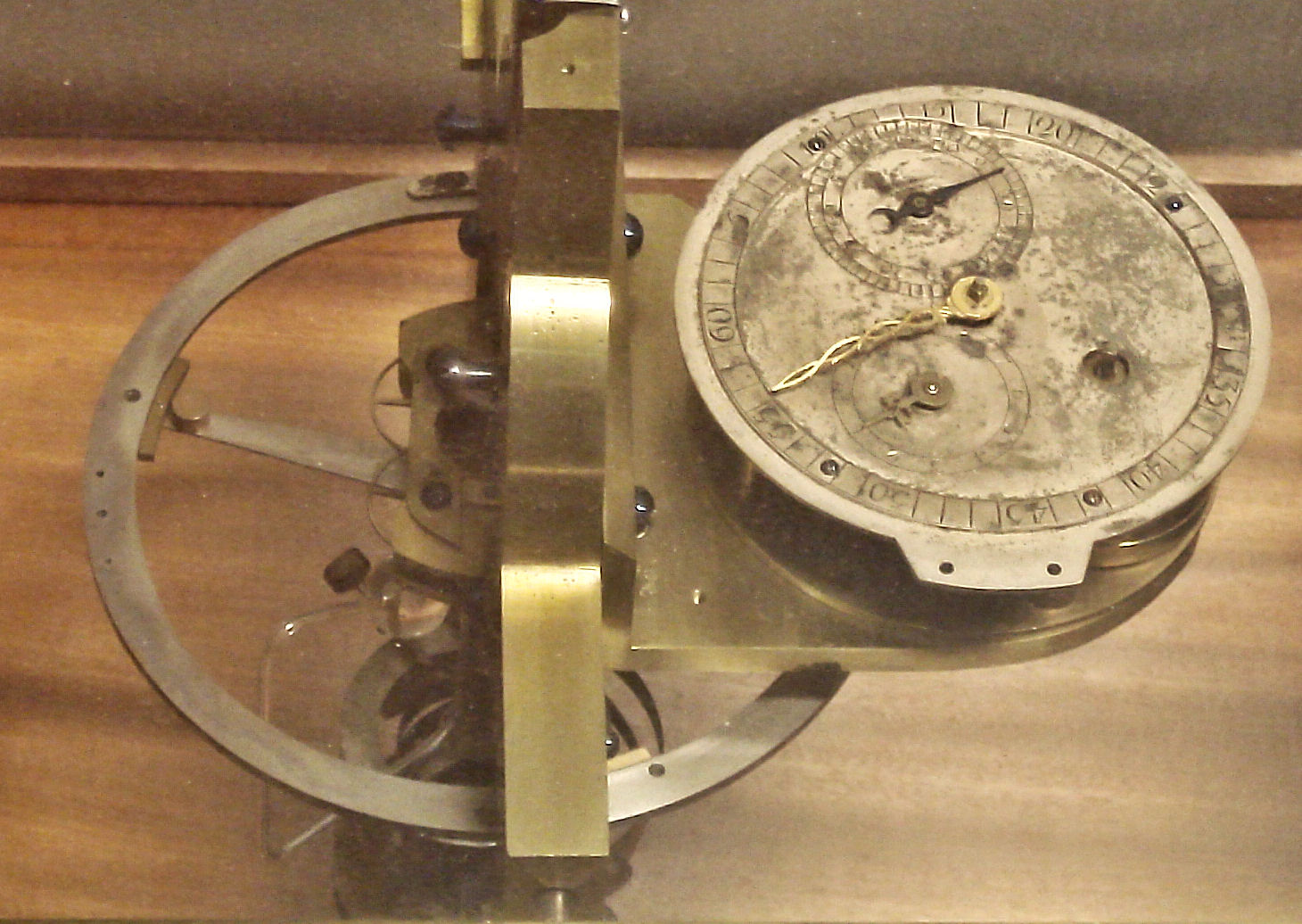
Námořní chronometr z roku 1766 vyrobil Pierre Le Roy, vyfotografován v Musée des arts et métiers, Paříž, Francie.
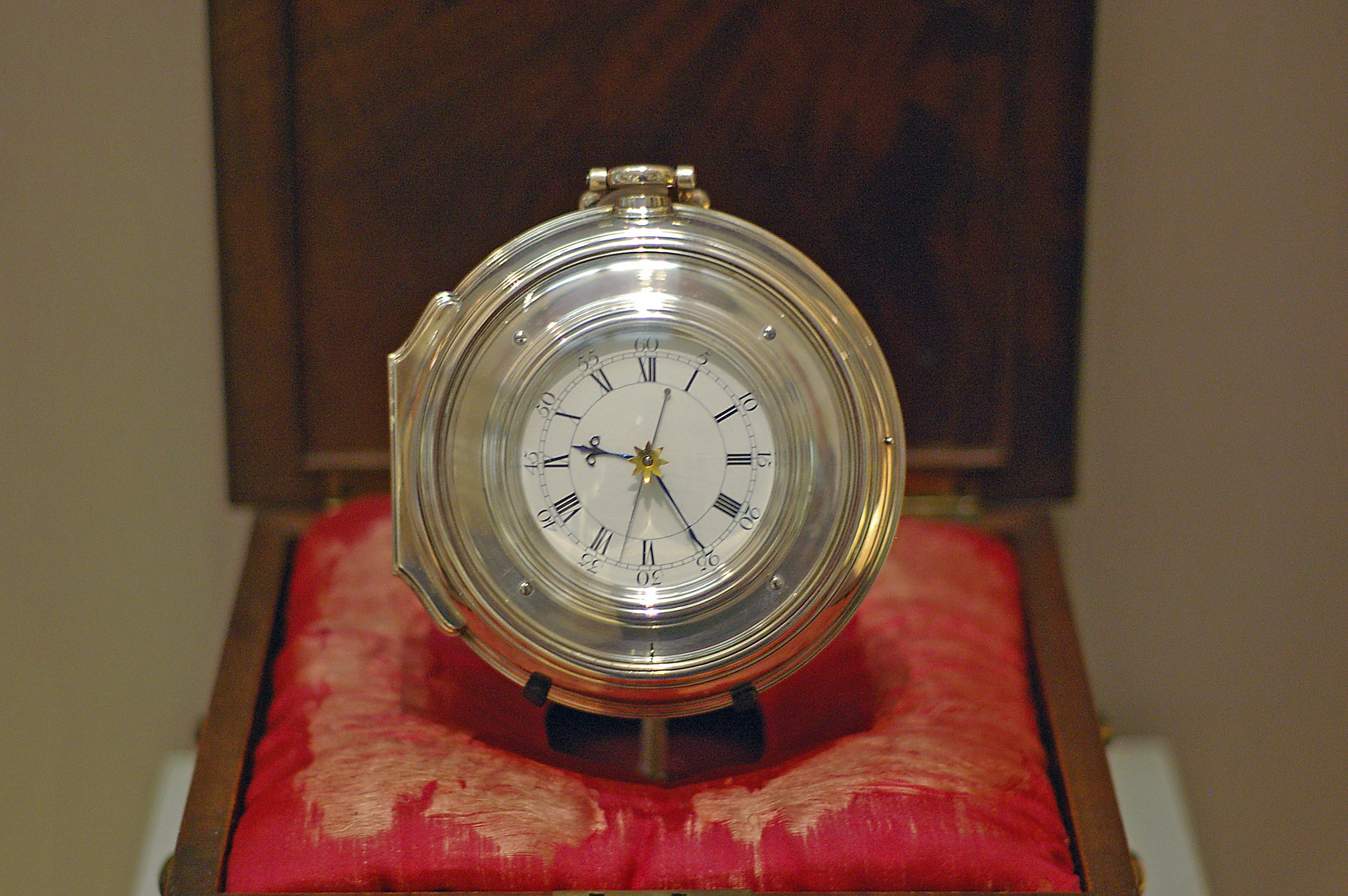
Chronometr H5, John Harrison, 1772.
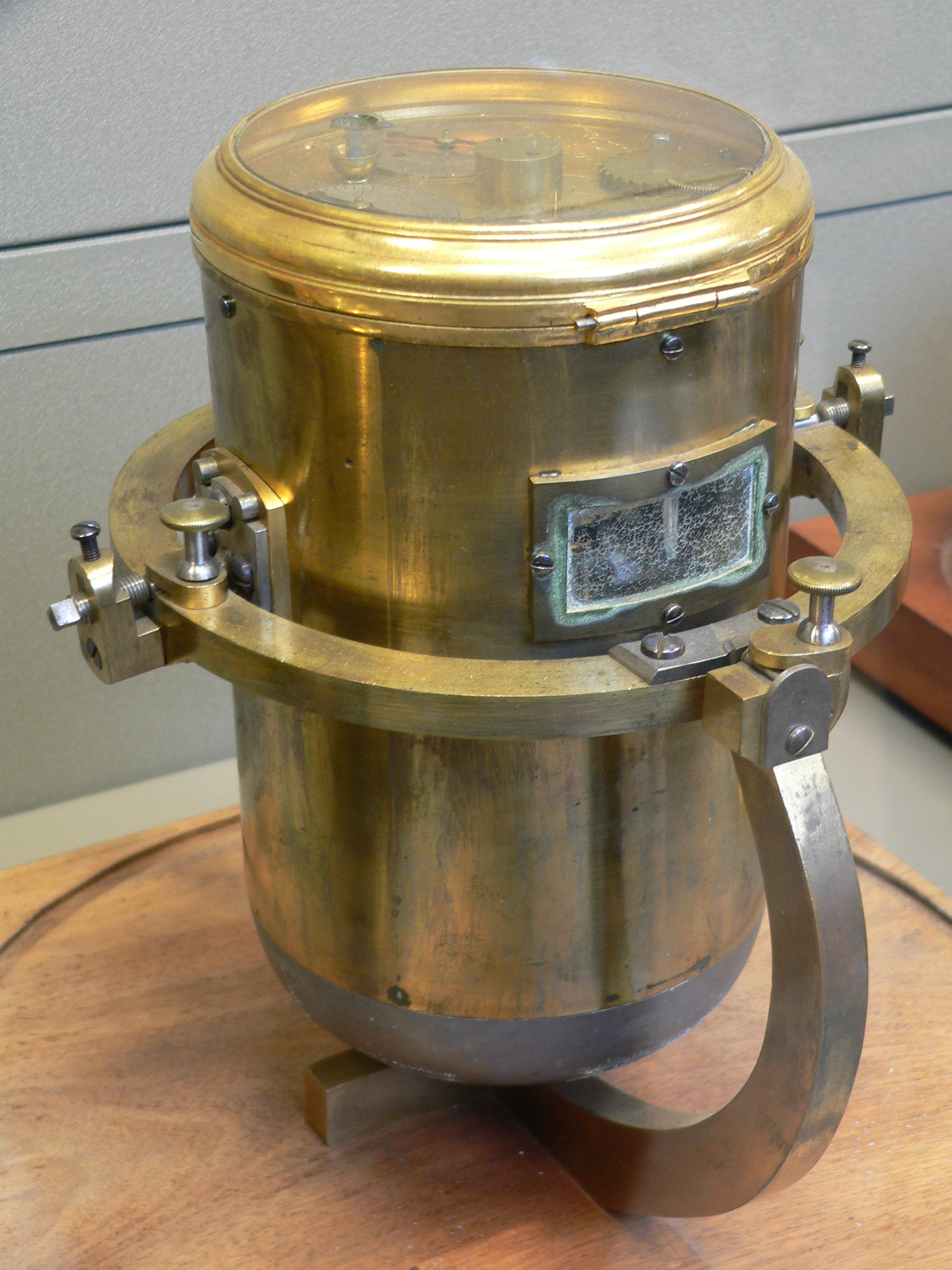
Chronometr č. 24, Ferdinand Berthoud (1782), Musée des arts et métiers, Paříž, Francie.
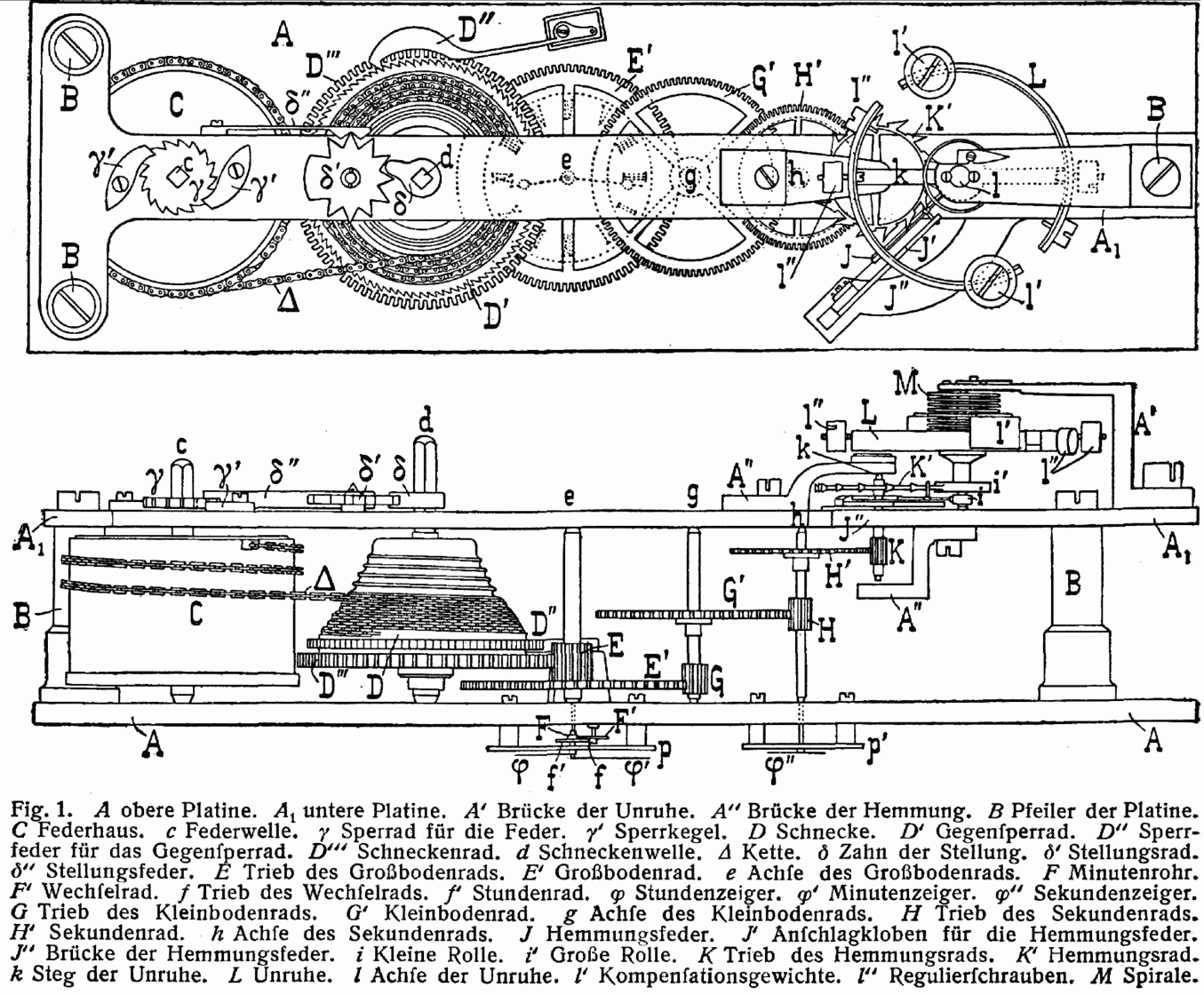
Diagram chronometru (text v němčině). Všimněte si fusee, který transformuje síly různých směrů na konstantní sílu.